# Simyra venata
Simyra venata är en fjärilsart som beskrevs av Barend J. Lempke 1964. Simyra venata ingår i släktet Simyra och familjen nattflyn. Inga underarter finns listade i Catalogue of Life.